# Sân bay quốc tế Al Ain
Sân bay quốc tế Al Ain (IATA: AAN, ICAO: OMAL) (tiếng Ả Rập: مطار العين الدولي; chuyển tự: Matar al-Ayn ad-Dowaly) là một cảng hàng không ở Al Ain, Các tiểu vương quốc Ả Rập Thống nhất. Sân bay này có 1 đường cất hạ cánh dài 4 km rải nhựa asphalt.

## Các hãng hàng không và các tuyến điểm
- Air India (Kozhikode)
- Ariana Afghan Airlines (Kabul)
- EgyptAir (Cairo)
- Pakistan International Airlines (Karachi)
- Royal Jordanian (Amman)
- Shaheen Air International (Karachi, Peshawar)
- Sudan Airways (Khartoum)